# Noucentisme
Noucentisme war eine kulturelle Strömung in Katalonien, die im politischen Umfeld der 1906 von Enric Prat de la Riba gegründeten katalanistischen Bewegung Solidaritat Catalana aufkam. Sie endete 1923 mit dem Staatsstreich Primo de Riveras. In der Kunst erwies sich der Noucentisme als die katalanische Form des Neoklassizismus und war weitgehend eine Reaktion auf das „romantische Chaos“ des Modernisme.

## Der Name

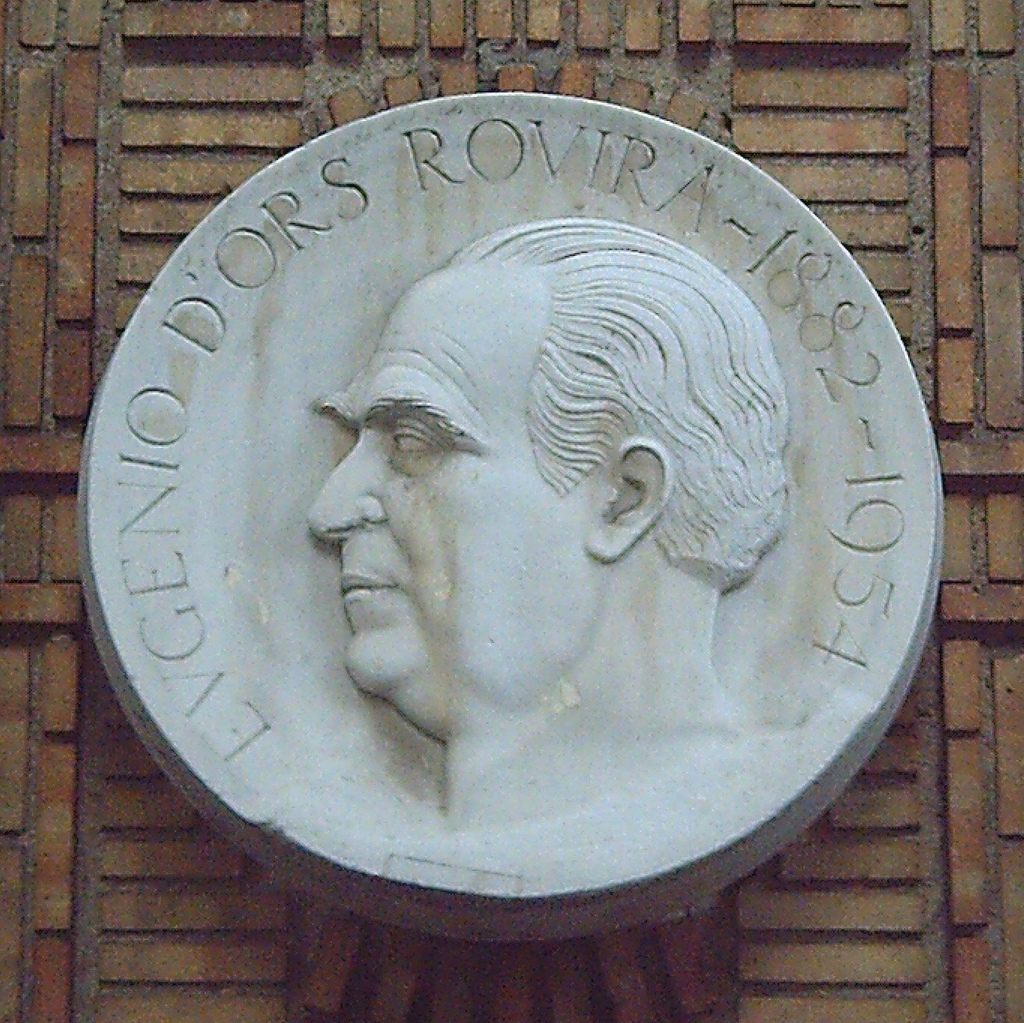
Eugeni d’Ors, Begründer des Noucentisme. (Detail aus seinem Denkmal in Madrid, 1963)

Den Namen Noucentisme prägte Eugeni d’Ors (1881–1954). Er begründete ihn zum einen mit der italienischen Tradition der Namensgebung nach dem Zeitstil der Jahrhunderte wie Quattrocento (1400er Jahre) oder Cinquecento (1500er Jahre). „Noucent“ bedeutet auf Katalanisch „Neunhundert“ und so sollte der Noucentisme die 1900er Jahre widerspiegeln. Andererseits bedeutet „Nou“ auf Katalanisch auch „Neu“, und man konnte unter diesem Begriff auch das „Neue Jahrhundert“ verstehen, das mit dem „Alten“ bricht.

## Ziele des Noucentisme
Im Gegensatz zu den Modernisten gelang den Noucentisten die Verbindung von Politik und Kultur. Das selbstbewusste Bürgertum unterstützte den Katalanismus und die Intellektualität und war bereit, an einer stärkeren Autonomie für Katalonien mitzuwirken.
Die ideologischen Werte des Noucentisme waren Vernunft, Exaktheit, Ernsthaftigkeit, Ordnung und Klarheit. Die klare Linie hatte Vorrang vor der Farbe und Nüchternheit war ein anzustrebendes Ziel. Der Noucentisme war eine deutliche Reaktion gegen Liberalismus, Romantik, Naturalismus, Positivismus und Laizismus. Er widersetzte sich diesen Strömungen durch eine stärkere Einflussnahme auf das öffentliche Leben, eine erneuerte Spiritualität und einer größeren Wertschätzung des Willens gegenüber der Erfahrung.
Die Ziele des Noucentisme deckten sich am ehesten mit den Lehren der von Jean Moréas gegründeten École Romane, die ein neoklassizistisches und „mediterranes“ Schönheitsideal verfolgte. Diese sah die Wurzeln der mediterranen Kultur in deren griechisch-römischem Erbe und ihren reinsten Ausdruck in der französischen Klassik des 17. Jahrhunderts. Außerdem bestand eine deutliche Nähe zu den Werken von Paul Cézanne und dem puristischen Stil der Zeitschrift L’Esprit Nouveau von Le Corbusier und Amédée Ozenfant im Frankreich der damaligen Zeit. Dieser Mediterranismus beschwor die Klassik der römischen und griechischen Antike als historische Kultur der Völker am Nordufer des Mittelmeers. Der Noucentisme machte diese Kultur zum Bestandteil der katalanischen Identität und setzte sie in Gegensatz zum Modernisme, das seine Wurzeln im Jugendstil des nördlichen Europas hatte.
Der Noucentisme trug wesentlich dazu bei, das katalanische Bürgertum als prägende Klasse zu festigen.

### Bedeutende Autoren
- José Ortega y Gasset (1883–1955)
- Salvador de Madariaga (1886–1978)
- Gregorio Marañón (1887–1960)
- Eugeni d’Ors (1882–1954)
- Ramón Pérez de Ayala (1880–1962)
- Gabriel Miró (1879–1930)
- Lola Anglada (1892–1984)

## Architektur
In der Architektur gab der Noucentisme zwischen 1911 und 1931 die Richtung vor. Deren Vertreter warfen dem Modernisme vor, eine anarchische und dekadente Kunstform zu sein. Im Gegensatz zum „romantischen Chaos“ des Modernisme befürworteten sie die Ordnung, die Klarheit, die Harmonie, das Maß und die Rationalität in der Architektur. Für den ersten Anstoß entscheidend war Josep Puig i Cadafalch, dessen Werk an den Objekten der Casa Trinxet und der Casa Company von Barcelona sichtbar wird. Später adaptierte er die von Louis Sullivan in Chicago neu entwickelte Struktur eines Bürogebäudes mit großen horizontalen Fenstern, wie der Bau der Casa Pich i Pou 1921 an der Plaça de Catalunya in Barcelona zeigt, wobei er jedoch mediterranen Besonderheiten treu bleibt. Ein weiterer Vertreter der neopopulären Richtung war Josep Goday, der Gebäudekomplexe mit allen Attributen klassischer Monumentalität errichtete. Seine Hauptwerke, die neuen Volksschulen von Barcelona, verzierte er ab 1917 mit Sgraffiti und Terrakottafiguren.

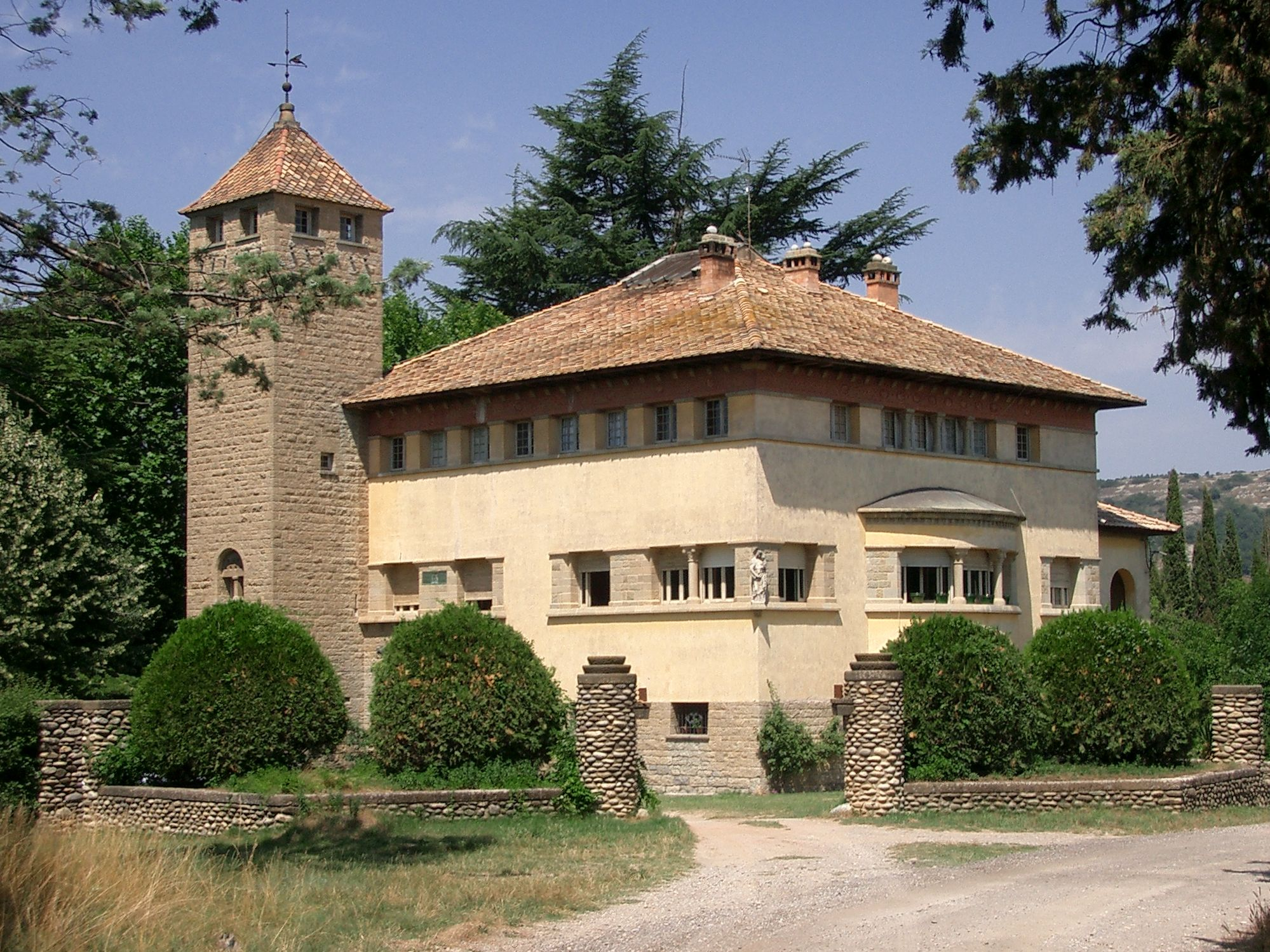
Die Torre Nova de la Coromina in Torelló (Josep Maria Pericas 1920)
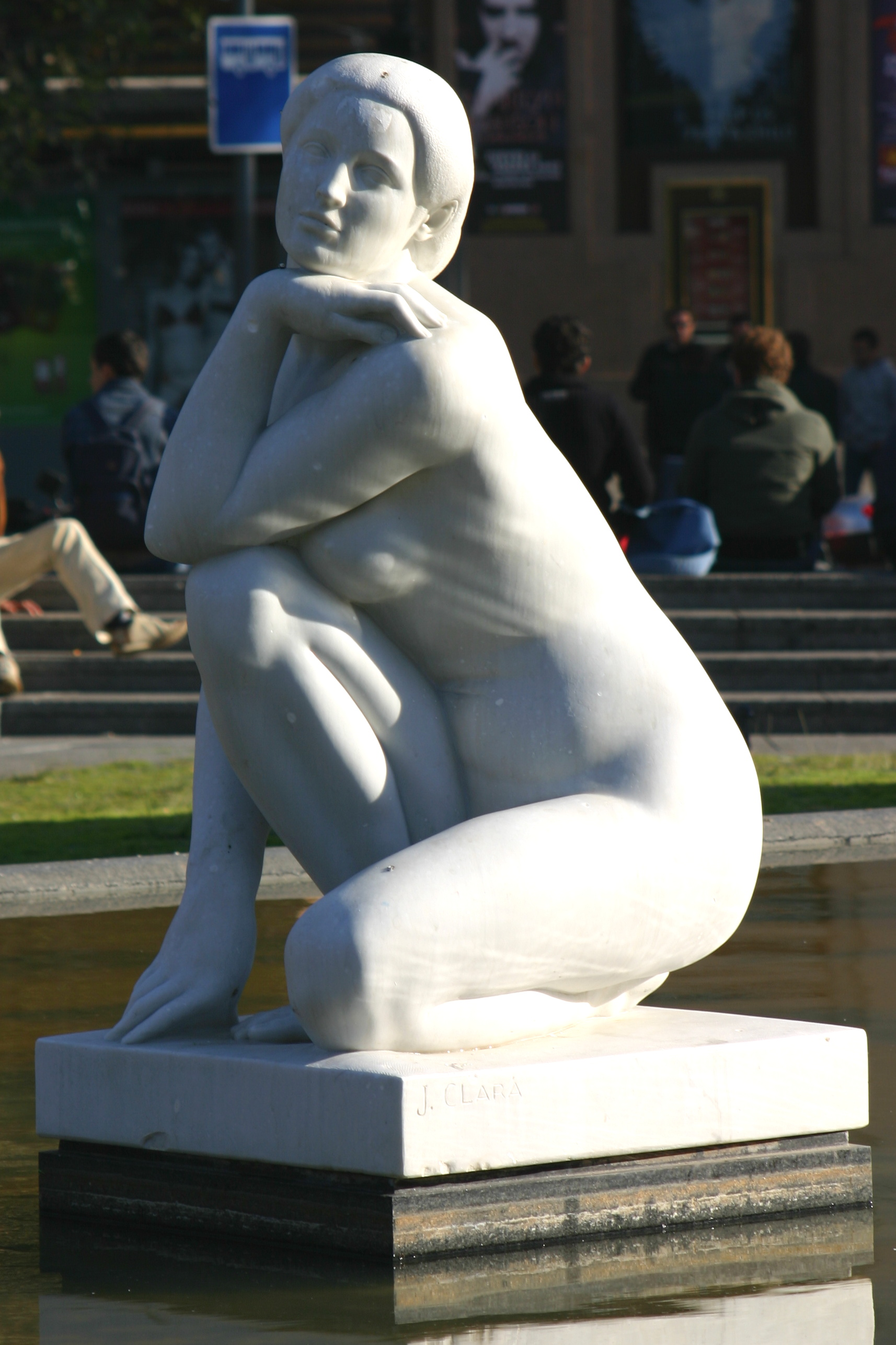
La Deessa (Die Göttin). Skulptur von Josep Clarà i Ayats auf der Plaça de Catalunya in Barcelona (1908–1910)
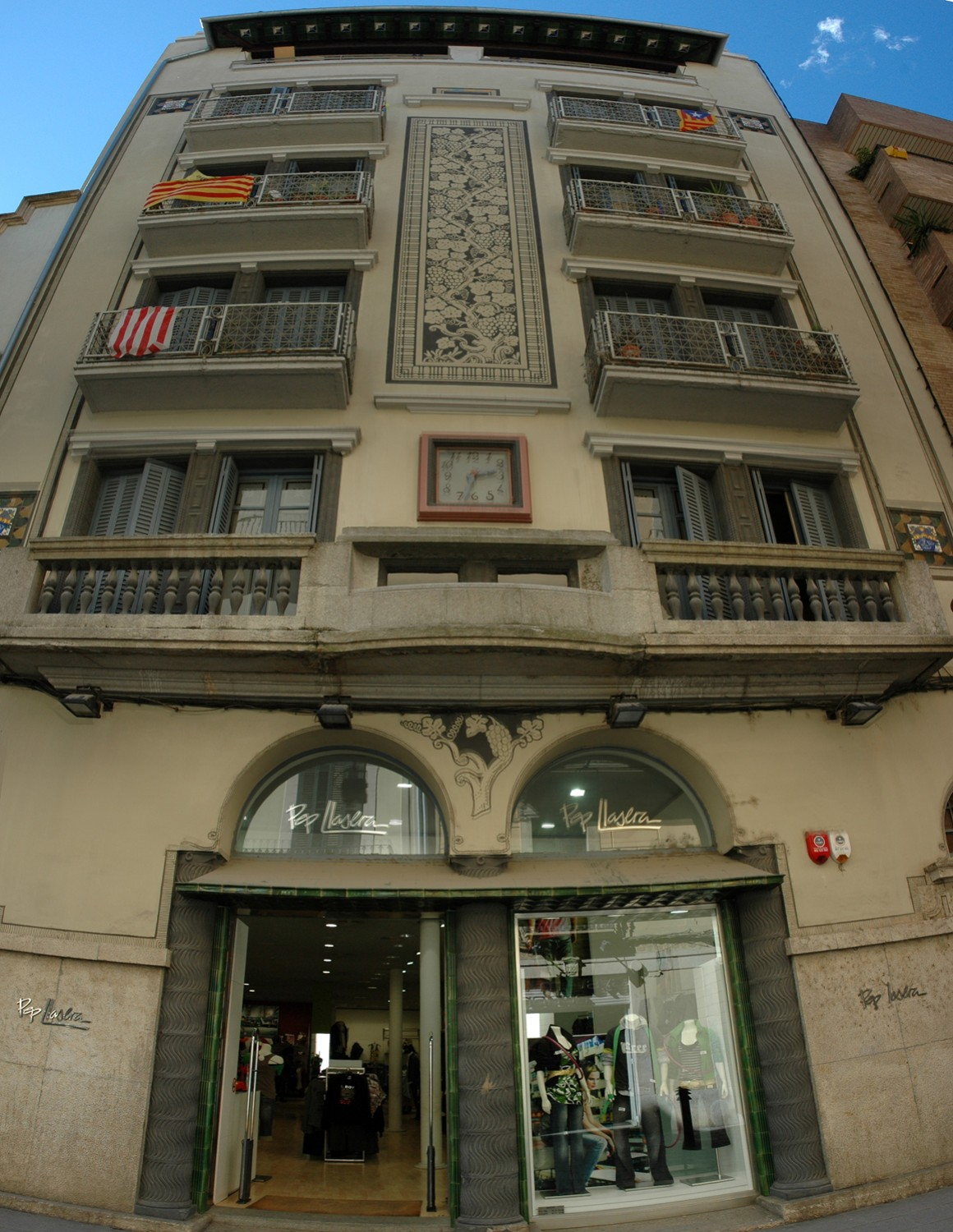
Die Casa Cots in Girona (Rafael Masó i Valentí, 1924)

## Malerei
Auf dem Gebiet der Malerei gab es zunächst ein klassizistisches Vorspiel, das sich von Puvis de Chavannes und dem primitivistischen Symbolismus herleitete. Einer seiner bedeutenden Vertreter war der uruguayische Maler Joaquín Torres García, der den Saal der Generalitat in Barcelona ausmalte, der auch seinen Namen trägt. Unter den Einflüssen des Kubismus und Futurismus sowie der Welt industrieller und geometrischer Formen, kam Torres Garcia nach Paris, wo er zu einem Vorkämpfer der Bewegung Cercle et Carré wurde und sich für die Verbreitung der abstrakten Kunst einsetzte. In Montevideo förderte er die Bewegung Círculo y Cuadrado, die den Anstoß gab für die gesamte moderne Bewegung in Südamerika.

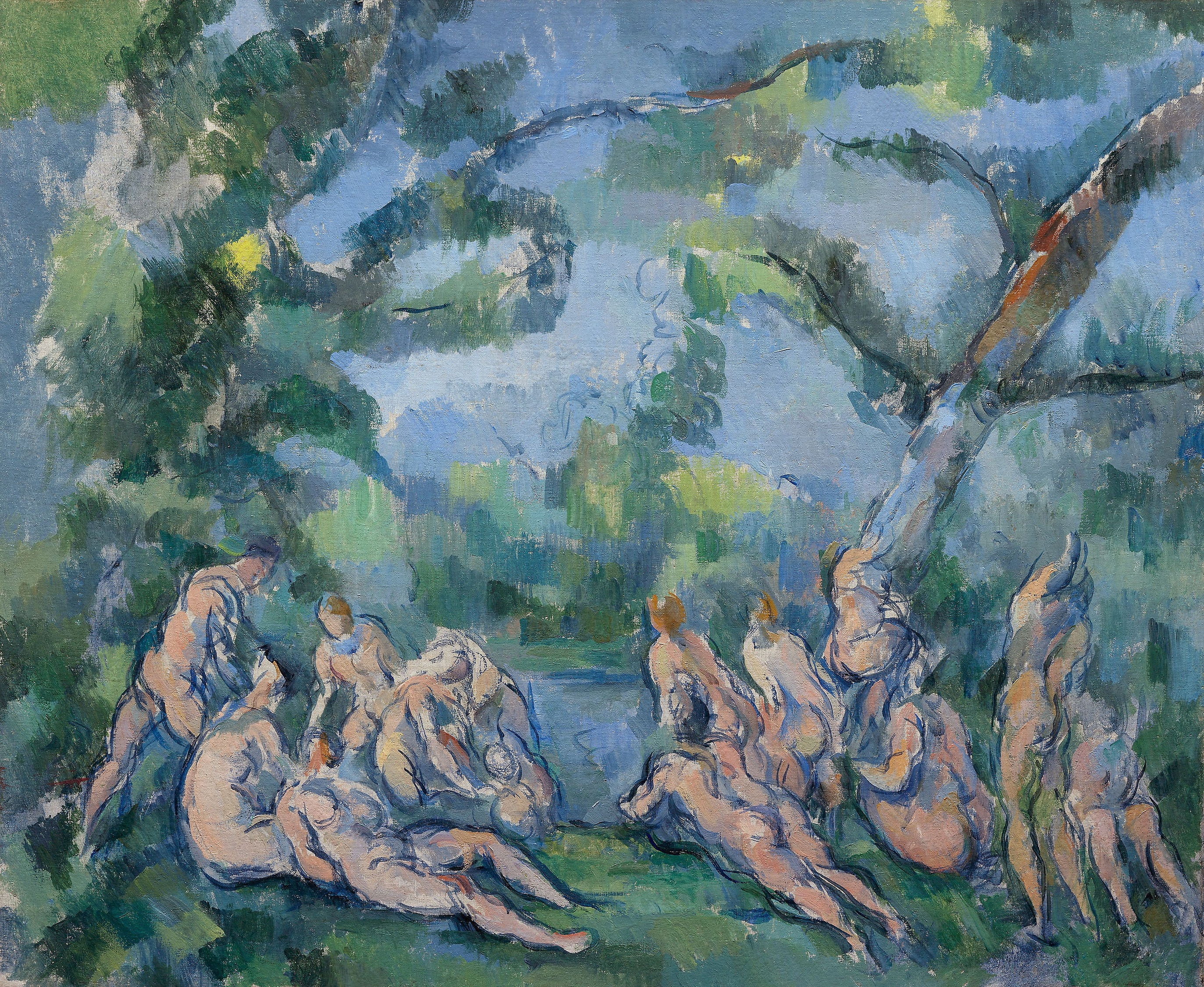
Paul Cézanne: Badende, 1900–1905, Art Institute of Chicago

Joaquim Sunyer (1874–1956) war der katalanische Maler, der dem Noucentisme in Katalonien zu seinem entscheidenden Durchbruch verhalf. Ihm gelang die Synthese zwischen einer Landschaftsanalyse, deren strukturelle Aspekte von Cézanne stammten und einer figuralen Kunst, die die gleiche Strukturierung wie in manchen Mustern der frühen italienischen Renaissance zeigte. Sunyer war antirealistisch und normativ, er gab Urbilder katalanischer Landschaften wieder, wo der Mensch die Natur bezwungen hat, wie im Küstengebiet des Maresme und im Hinterland von Sitges, und porträtierte seine Landsleute mit viel Sinn für Harmonie und Ausgeglichenheit.
1918 gründete Joan Miró zusammen mit J. F. Ràfols, Francesc Domingo, Rafael Sala die Gruppe Courbet (Agrupació Courbet), benannt nach Gustave Courbet; der Name stand für den Wunsch, als progressive Künstler innerhalb Barcelonas zu gelten und die katalanische klassizistische Kunstströmung des Noucentisme zu überwinden. Ihre gemeinsamen Anstrengungen lebendiger, farbenfroher Werke verliefen jedoch wenig erfolgreich.
Parallel und im Gegensatz zum Noucentisme unterstützte auch eine dem spanischen Staat eng verbundene Gruppe von Kapitalisten unter der Diktatur von Miguel Primo de Rivera in den Jahren 1923 bis 1930 eine monumentalistische Kunstströmung.  Der einzige bedeutende katalanische Künstler dieser Richtung war der Maler Josep Maria Sert.